# 漢博恩 (加利福尼亞州)
漢博恩（英語：Hambone）是位於美國加利福尼亞州錫斯基尤縣的一個非建制地區。該地的面積和人口皆未知。

## 地理
漢博恩的座標為41°20′06″N 122°41′52″W / 41.33500°N 122.69778°W，而該地的平均海拔高度為1344米（即4409英尺）。